# 플리다스 폴트힌
플리다스 폴트힌(고대 아일랜드어: Flidais Foltchaín→미발(美髮)의 플리다스)는 아일랜드 신화의 등장인물이다.

## 신화 대계
음보 딘센허스에서 판드의 모친이 플리다스라고 하며, 『에린 침략의 서』에서는 플리다스가 아르고엔(Argoen), 베 테터, 디난드(Dinand), 베 킬러의 모친이라고 한다. 디난드와 베 킬러는 디안 케크트에 관한 문장에서 “여농부”라고 언급되며, 제2차 티러이 벌판 전투에는 마녀로서 참전해서 나무, 돌, 뗏장에 마법을 걸어 무장한 군대로 만들었다.

## 얼스터 대계
얼스터 대계에 속하는 「네사의 아들 콘코바르의 소식」에 보면 페르구스 막 로크는 성적으로 만족하려면 일곱 명의 여자가 필요했으며, 그렇지 못하면 플리다스가 와야 했다는 말이 있다. 플리다스와 페르구스의 관계는 마요주에서 구전되어 왔다.
얼스터 대계에서 플리다스에 대한 신화는 가축에 대한 것이 압도적으로 많다. 「플리다스의 소도둑」을 보면 플리다스는 페르구스의 애인이며, 마법의 소떼의 주인이다. 이야기 배경은 마요주 에리스인데 페르구스가 플리다스의 남편 알릴 핀으로부터 플리다스와 소떼를 빼앗아오는 내용이다. 그 소떼 가운데 흰색 암소 "밀(Maol)"을 특히 플리다스는 총애했는데, 밀은 하룻밤 착유하면 장정 300명을 먹일 우유를 생산해냈다.
유명한 「쿠얼릉거의 소도둑」에서는 코나크타 쪽에 가담해 있는데, 플리다스는 코나크타 왕 알릴 막 마타의 막사에서 잤고, 그녀의 소떼는 7일마다 코나크타군을 다 먹일 수 있는 젖을 짜냈다고 한다.

## 열왕 대계
중세 게일어 주석서 『이름들의 용법』(Cóir Anmann)에 보면 플리다스는 아르드리 아다마르의 아내이며 아다마르와의 사이에 슬하에 니어 세가만을 낳았다.

## 해석
플리다스는 가축, 생산력을 관장한 여신에게서 비롯된 것으로 생각된다.
예전에는 플리다스가 그리스-로마의 아르테미스-디아나 같은 숲과 야생의 여신으로 잘못 해석되어왔다.
플리다스의 아들이라는 니어 세가만이 암사슴을 마치 암소처럼 다루며 젖을 짤 수 있었고 그 힘을 모친에게서 받았다고 한다. 여기에 더하여 플리다스의 이름을 "목신의 축축함(wetness of a faun)"으로 해석한 중세의 민간어원 때문에 플리다스와 사슴을 결부시키는 잘못이 비롯되었다. 그래서 플리다스를 페니언 대계의 사슴 아가씨 사이브와 습합시켜 해석하려는 잘못된 시도가 이루어지기도 했다. 그러나 니어 세가만의 능력은 사슴 자체에 관한 것이 아니라 사슴을 "암소처럼 젖을 짠다"는 것이며, 얼스터 대계에서 플리다스의 활약은 거의 모두 가축과 그 젖을 짜는 것에 집중되어 있다.